# Tower House

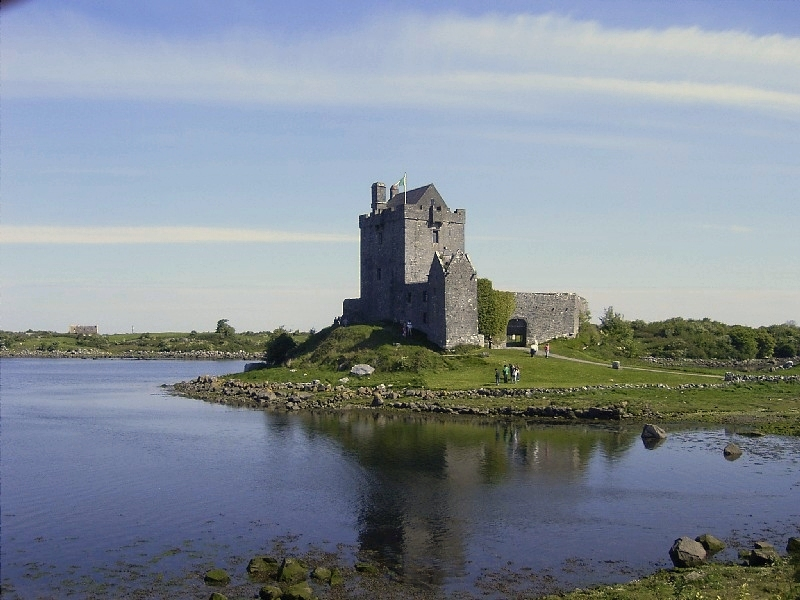
Dunguaire Castle in Irland

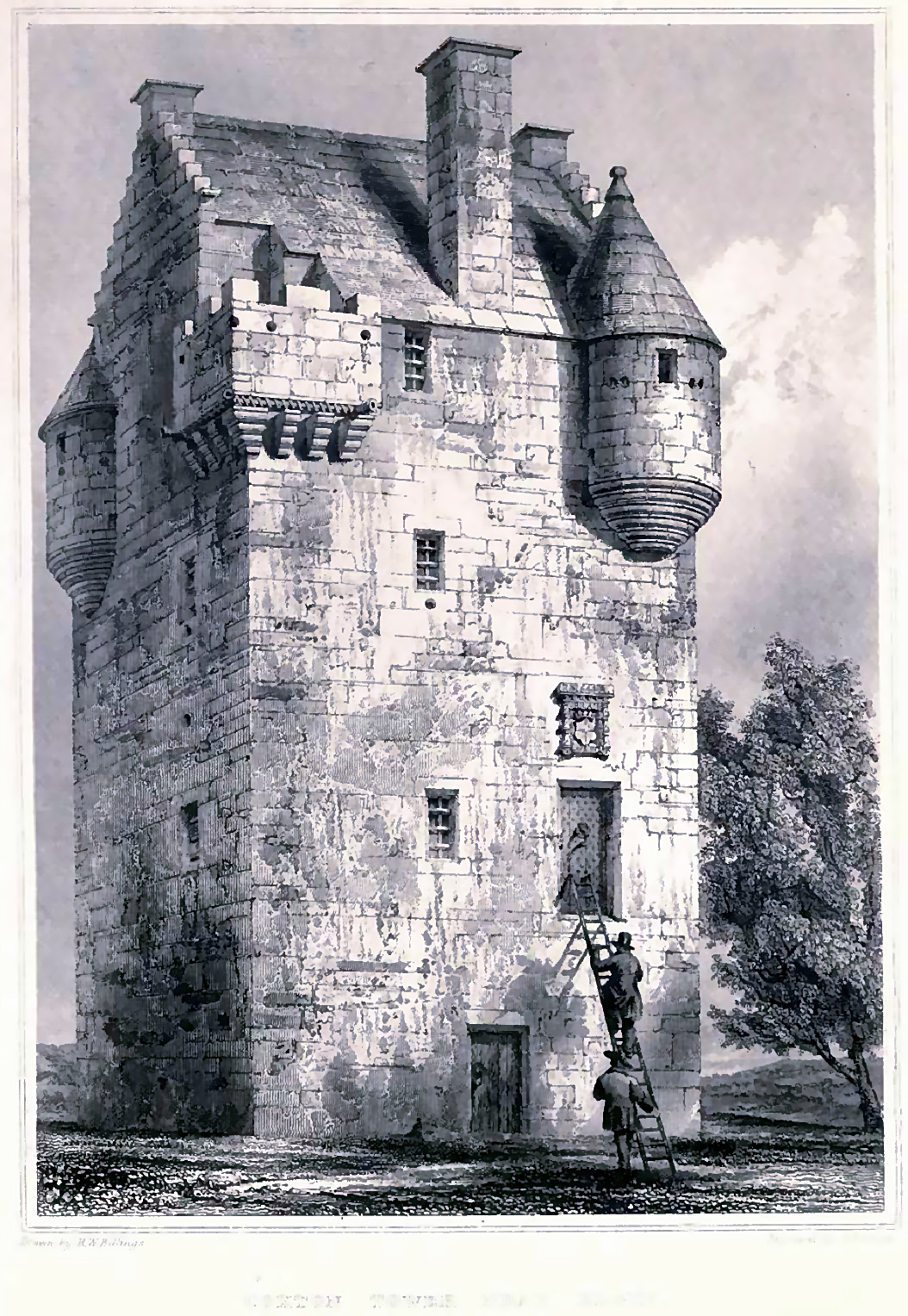
Coxton Tower, Zeichnung eines schottlandtypischen tower houses

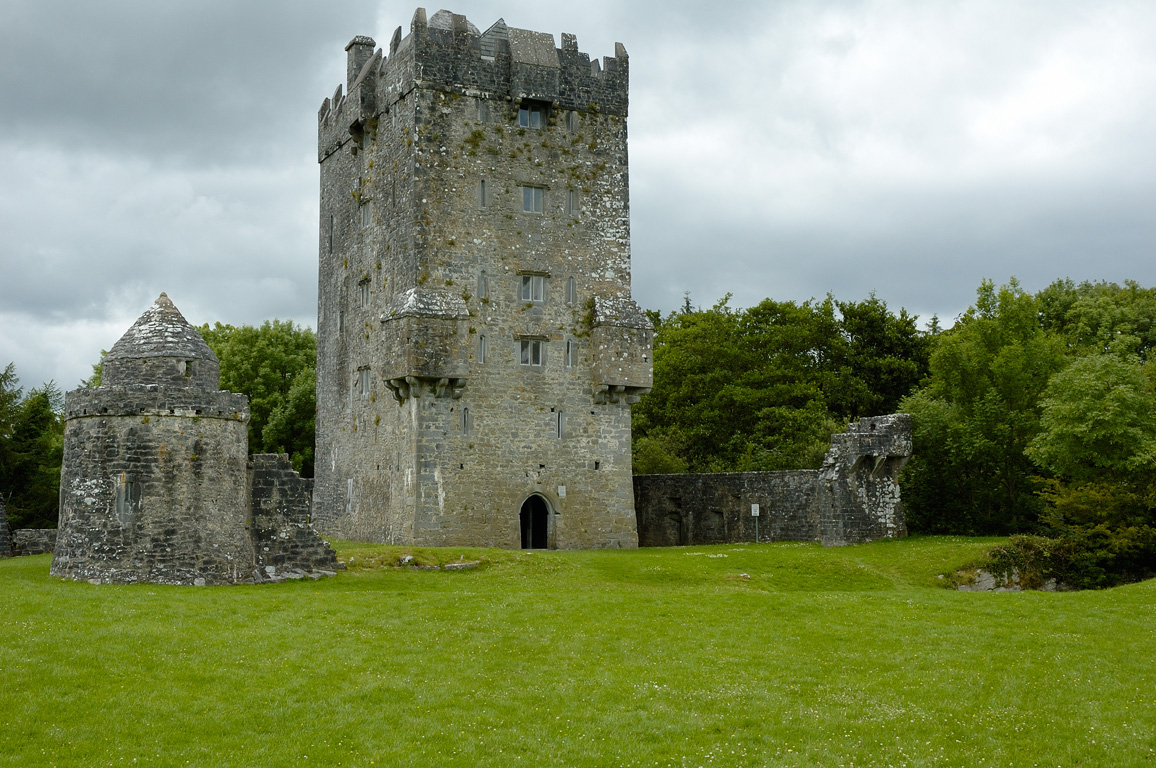
Aughnanure Castle in Irland

Als Tower house (deutsch Turmhaus) bezeichnet man eine Bauform auf den Inseln Irland und Großbritannien. Turmhäuser sind Wohntürme, die, mit entsprechender Peripherie versehen, gleichzeitig als Wehrtürme dienten. Sie waren ab dem 14. Jahrhundert vor allem in Irland und Schottland verbreitet und prägen (oft als Ruine) bis heute das irische Landschaftsbild. In Irland sind etwa 2000 von vermutlich früher 8000 Turmhäusern restauriert oder als Ruine erhalten. In Schottland sind etwa 700 erhalten oder nachweisbar. Die Bauform wurde über 300 Jahre, bis ins 17. Jahrhundert, benutzt.

## Geschichte

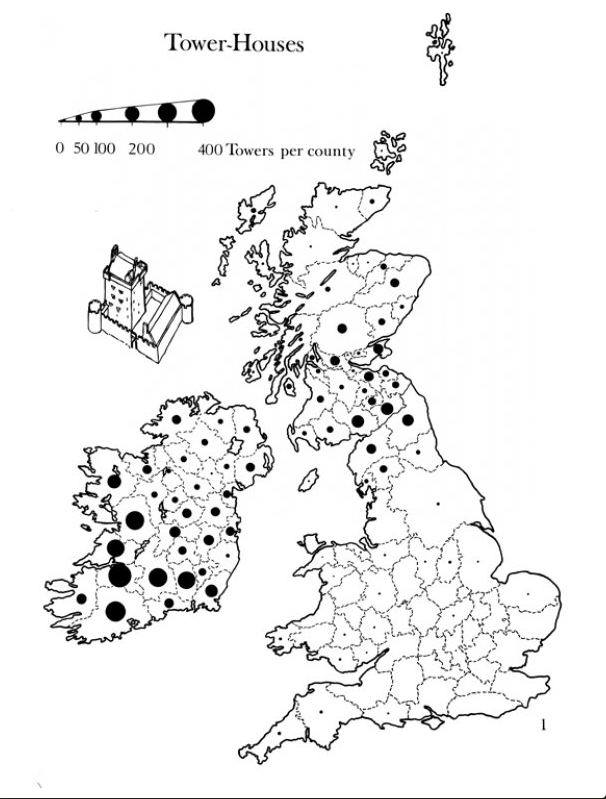
Verbreitung der Turmhäuser in Großbritannien und Irland

Woher die Bauform kam, ist nicht endgültig geklärt. Womöglich beruht sie auf der älteren, hölzernen normannischen Bauform der Motte. Einige typische Merkmale, wie die sehr dicken Mauern mit eingelassenen Nischen, finden sich auch bei schottischen Brochs. Wie bei vielen traditionellen Bauformen sind eindeutige Aussagen zur Herleitung schwierig.
Während viele irische Clans die militärische Bedeutung der Turmhäuser unterschätzten, haben die O’Conors und O’Flahertys in Connacht sie früh erkannt und hatten um 1300 bereits eigene Turmhäuser bei Annaghdown und Roscommon errichtet.

## Beschreibung

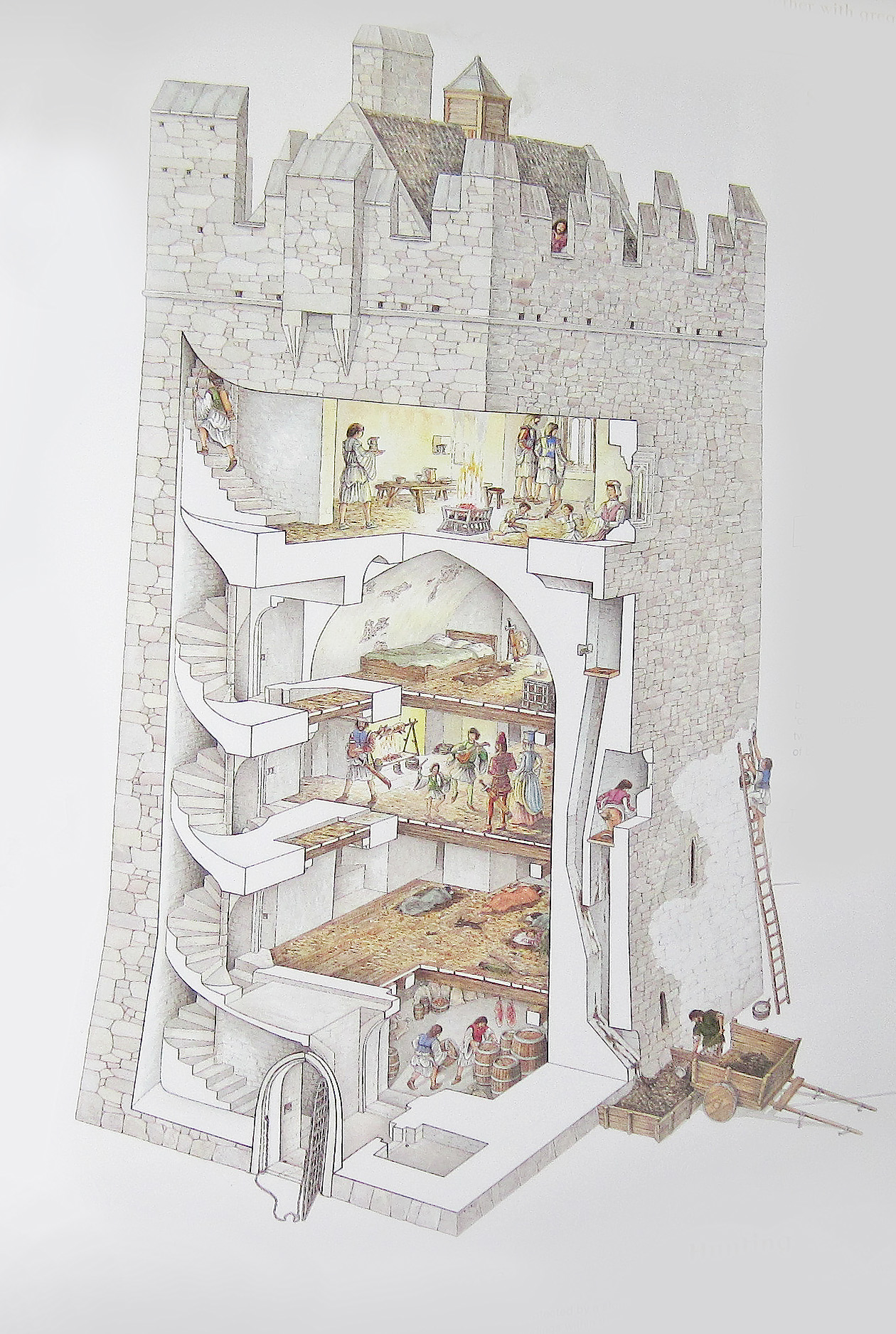
Schema des Ross-Castles

Die Turmhäuser dienten als ständiger Wohnsitz für den Landadel und waren wehrhaft genug, den Familienclans bei den damals üblichen Raubzügen und Überfällen Schutz zu bieten. Die Gebäude boten wenig Wohnkomfort. Sie waren kalt, feucht, schlecht belichtet und boten aufgrund der Enge kaum Privatsphäre.
Maurice Craig stellt fest, dass sich in Irland im 15. Jahrhundert ein Standard-Design etablierte, das mit geringen Abweichungen weitgehende Verbreitung fand.
Die meisten Turmhäuser haben einen rechteckigen Grundriss. Die Außenwände bestehen aus Bruchsteinmauerwerk, mit gemeißelten Natursteinfassungen um die Tür- und Fensteröffnungen. Die Bauform ist vertikal orientiert. Die Räume liegen übereinander. In der Regel haben Turmhäuser drei bis vier, manchmal bis zu sechs Stockwerke. Auf jedem liegt ein zentraler, Raum, umgeben von Nischen und Kammern, die in die dicken Außenwände eingelassen sind. Hier kommen durch schmale Schlitzfenster etwas Licht und Luft herein. Viele Turmhäuser haben Geheimkammern, die als Versteck dienten.
Die meisten der einfachen Turmhäuser weisen Steingewölbe in den unteren Geschossen auf, die darüberliegenden Decken sind normalerweise Holzbalkendecken. Auch die Unterkonstruktion des Satteldaches ist aus Holz, oft gedeckt mit Schiefer.
Der Grundriss variiert, es gibt jedoch typische, wiederkehrende Elemente:
- Der Eingang liegt in oder nahe der Mitte der kurzen Seite. Dies ist ein deutlicher Unterschied zu Wohntürmen in Kontinentaleuropa, deren Eingänge meist zum Schutz im zweiten Stock oder höher lagen.
- Zur einen Seite des Eingangs liegt eine Wendeltreppe innerhalb der massiven Außenwand. In den oberen Geschossen verspringt die Position der Treppe oft zu einer anderen Seite, vermutlich um Angreifer zu verwirren.
- Gegenüber dem Eingang liegt meist eine kleine Kammer, vermutlich ein Raum für den Torwächter. Über der kurzen Passage vom Eingang zum inneren Raum ist oft ein Murderhole („Mörderloch“) in der Steindecke eingelassen, durch das Angreifer von oben attackiert werden konnten.
- Das Dach wird von einem Wehrgang mit Brüstungsmauer umgeben, die oft zinnenbewehrt ist.
- Die meisten Turmhäuser waren ursprünglich von Verteidigungsmauern umgeben, variierend von kleinen Innenhöfen bis zu großen, quadratischen Umfassungen, in denen das tower house frei steht. Die Umfassungsmauern sind nur noch selten erhalten. Der gälische Name für diese Umfassungen ist bádún (englisch bawn), was so viel bedeutet wie Einfriedung für Vieh. Einige, wie zum Beispiel Clonony Castle, haben dekorativ ausgestaltete Torhäuser.
- Vor allem in Irland wurden viele der tower houses in ältere Promontory Forts oder ähnliche Erdwerke gebaut, um deren befestigte Wälle als Verteidigungsanlage weiter nutzen zu können; übertragen aufs europäische Festland würde man sagen: einfache Wallburgen wurden mit Wohntürmen, Festen Häusern oder Dojons ausgebaut.

## Größere Burganlagen

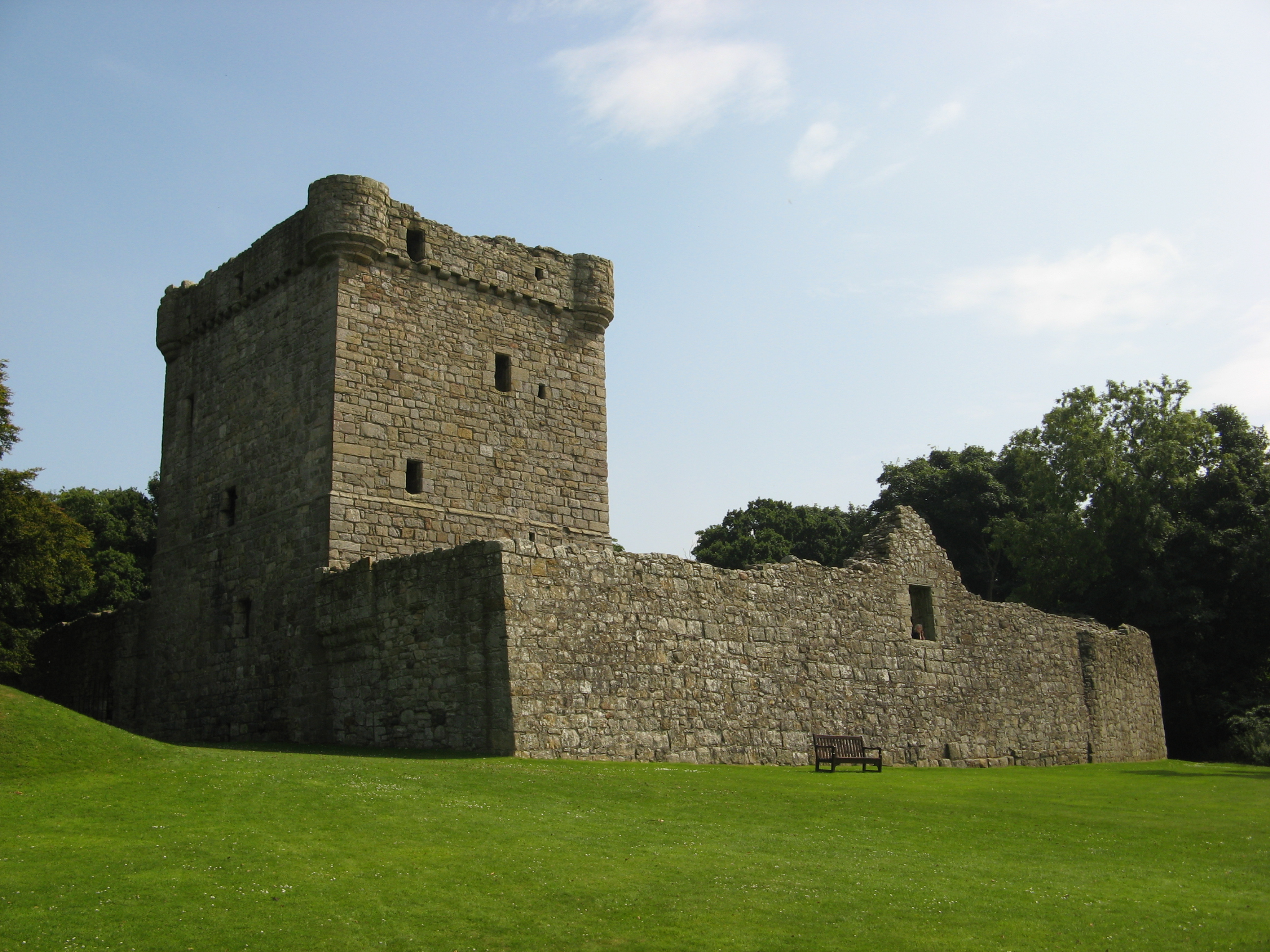
Loch Leven Castle, Übergang zum Keep

Auch bei größeren Burganlagen kam die Bauform zum Einsatz, die Übergänge zum Keep sind dabei fließend. Beispiele sind Carlow und Ferns in County Wexford, Lea bei Portarlington im County Laois, Ross Castle im County Kerry und Terryglass im County Tipperary. Sie haben teils sehr hohe Mauern mit Rundtürmen an den Ecken.
Einige der Burgen in den Städten umschließen große Komplexe (z. B. Limerick, Dublin und Kilkenny) und haben äußere Wehranlagen mit Befestigungsmauern: Roscommon und Ballintober, County Roscommon, Ballymote County Sligo, Liscarroll County Cork, und Ballymoon und Ballyloughan im County Carlow. Carrickfergus im County Antrim und John’s Castle in Limerick sind die am besten erhaltenen Burgen dieser Art in Nordirland und Irland.
Fast alle Burgen hatten eine Innenbebauung aus Holzhäusern, von denen keines erhalten ist. Es gibt lediglich eine Beschreibung des Swords Castle in Swords im County Dublin von 1326, die eine Vorstellung von den Gebäuden gibt. Dazu gehörten, vergleichbar den Strukturen einer autarken Klostergemeinschaft, die Vorrats- und Versorgungseinrichtungen der Verteidiger, Ställe, Werkstätten, eine Kapelle und eine repräsentative Halle.

## Beispiele
- Irland

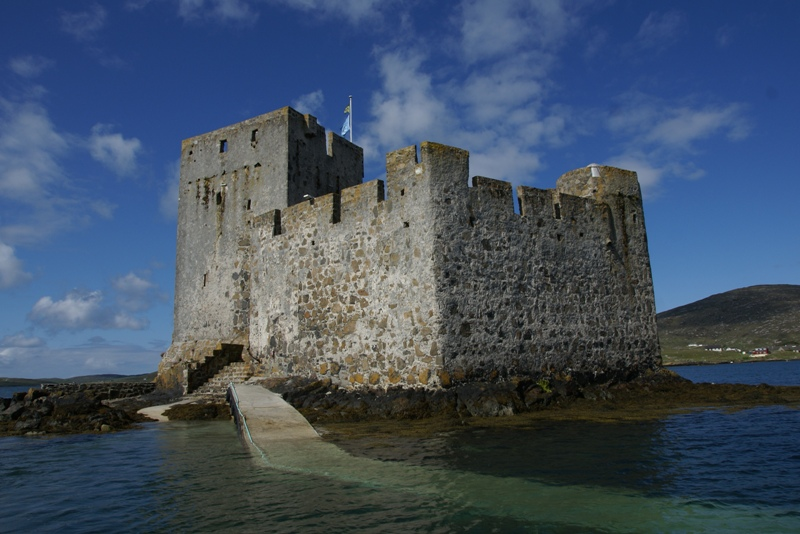
Kisimul Castle auf Barra

  - County Galway: Aughnanure Castle, Dunguaire Castle
  - County Louth: Ardee Castle, Roodstown Castle
  - County Mayo: Rockfleet Castle (Carrickahowley Castle), Carrickkildavnet Castle
  - County Tipperary: Redwood Castle

- Runde Beispiele sind: Nenagh County Tipperary, Newtown Castle County Clare und Shanid County Limerick.
- Nordirland
  - County Down: Jordan’s Castle, Narrow Water Castle
- Schottland
  - Abergeldie Castle
  - Fourmerkland Tower
  - Tower of Hallbar

### Irland
- Terence B. Barry: The Archaeology of Medieval Ireland. Routledge, London 1999, ISBN 0-415-01104-3.
- Maurice Craig: The Architecture of Ireland from the Earliest Times to 1880. Batsford 1982, ISBN 0-7134-2586-5.
- Paul M. Kerrigan: Castles and Fortifications in Ireland 1485–1945. The Collins Press, Cork, 1995 oder Spellmount Publishers, 1995, ISBN 1-873376-49-9
- Harold G. Leask: Irish Castles and Castellated Houses. Dundalgan Press (W.Tempest), Dundalk 1999, ISBN 0-85221-010-8.
- Matthew J. McDermott: Irelands Architectural Heritage. Folens, Dublin 1975
- Tadhg O’Keeffe: Medieval Ireland. An Archaeology. Tempus Publishing, Stroud 2000, ISBN 0-7524-1464-X.
- David Sweetman: The Medieval Castles of Ireland. The Collins Press, Cork 2005, ISBN 1-903464-80-3 (EA 1999)

### Schottland
- Martin Coventry: Castles of the clans. The strongholds and seats of 750 Scottish families and clans. Goblinshead Publishing, Musselburgh 2008, ISBN 1-899874-36-4.
- Martin Coventry: The castles of Scotland. A comprehensive reference and gazetteer to more than 2700 castles and fortified cities. Goblinshead Publishing, Musselburgh 2001, ISBN 1-899874-27-5.
- Stuart Cruden: The scottish castle. Nelson Books, London 1963 (EA London 1960)
- Joachim Zeune: Der schottische Burgenbau vom 15. bis 17. Jahrhundert. Untersuchungen insbesondere zum Wohnbereich (Veröffentlichungen der Deutschen Burgenvereinigung/Neue Folge; Reihe A, Forschungen; Bd. 1). DBI, Marksburg über Braubach, 1989, ISBN 3-927558-00-1 (zugl. Dissertation, Universität Bamberg 1989).